# Galaktike visoka površinskog sjaja
Galaktike visoka površinskog sjaja ili Arakeljanove galaktike, kratica Akn i ARAK, galaktike su koje je definirao armenski astronom Marat Arakeljan.
1975. je godine objavio ih je kao kompilaciju u katalogu "Galaxies of high surface brightness" (Akn). Sadrži 621 objekt površinskog sjaja koji najmanje magnitude 22,0 od površine jedne četvorne lučne sekunde. Uzorak sadrži četiri posto svkih galaktika unutar područja od d>-3° i |b|>20°. Arakelianov je katalog postao izvor za brojne AGN-ove (Communications of BAO, No. 47, str. 3-42, 1975).